# Leptocaris vermiculata
Leptocaris vermiculata är en kräftdjursart som först beskrevs av Oliveira.  Leptocaris vermiculata ingår i släktet Leptocaris och familjen Darcythompsoniidae. Inga underarter finns listade i Catalogue of Life.